# Микуличин (гміна)
Ґміна Мікулічин — адміністративна субодиниця Надвірнянського повіту Станіславського воєводства. Збережена 1 серпня 1934 року згідно з розпорядженням Міністерства внутрішніх справ РП від 21 липня 1934 за підписом міністра Мар'яна Зиндрама-Косьцялковського під час адміністративної реформи. Село Микуличин зберегло статус самоврядної громади
У 1934 р. територія ґміни становила 171,23 км². Населення ґміни станом на 1931 рік становило 4 570 осіб. Налічувалось 1 083 житлові будинки.
Ґміна ліквідована в 1940 р. у зв’язку з утворенням Яремчанського району.